# Piazza della Vittoria (Bucarest)
Piazza della Vittoria (in romeno Piața Victoriei) è una piazza di Bucarest, nel Settore 1.
In questa piazza si incrociano Calea Victoriei, Bulevardul Lascăr Catargiu, Bulevardul Iancu de Hunedoara, Strada Paris, Bulevardul Aviatorilor, Șoseaua Kiseleff, Bulevardul Ion Mihalache, Strada Buzești e Bulevardul Nicolae Titulescu.

## Descrizione
In Piazza Victoriei si trovano il Museo nazionale di storia naturale Grigore Antipa, il Museo di geologia, il Museo nazionale del contadino romeno, l'Istituto di storia Nicolae Iorga, in Șoseaua Kiseleff (a 2 minuti) il Monumento alla Fanteria rumena, il Palazzo del Municipio e Palazzo Victoria, sede del Governo della Romania.

## Galleria d'immagini

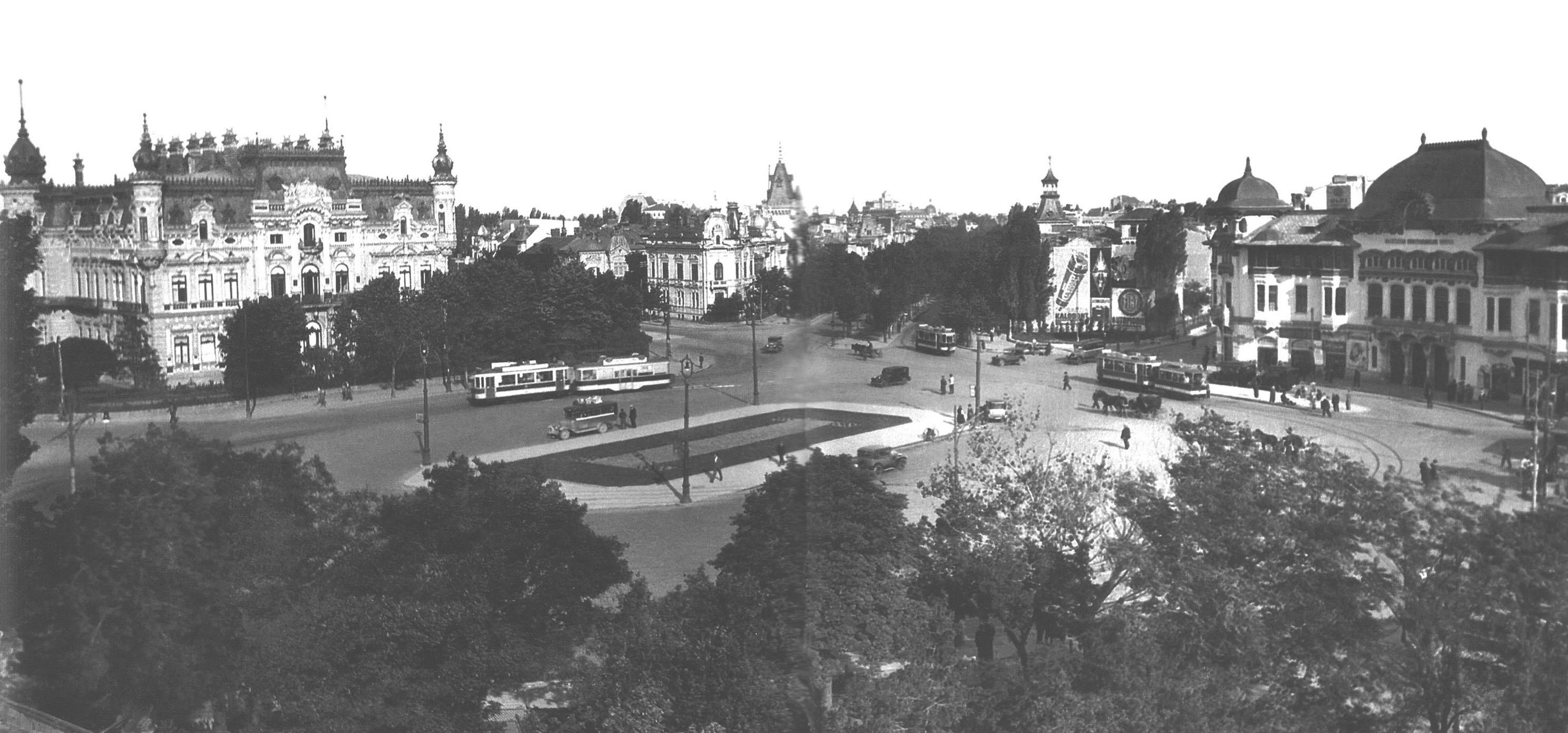
La piazza nel periodo interbellico
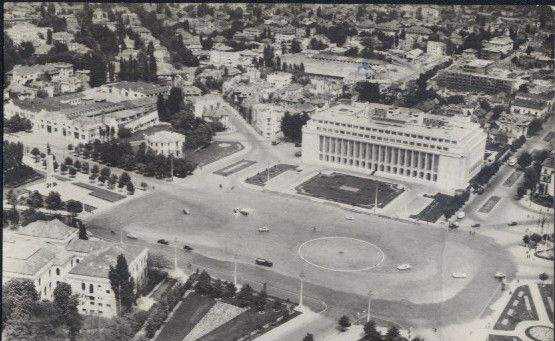
La piazza nel primo periodo comunista
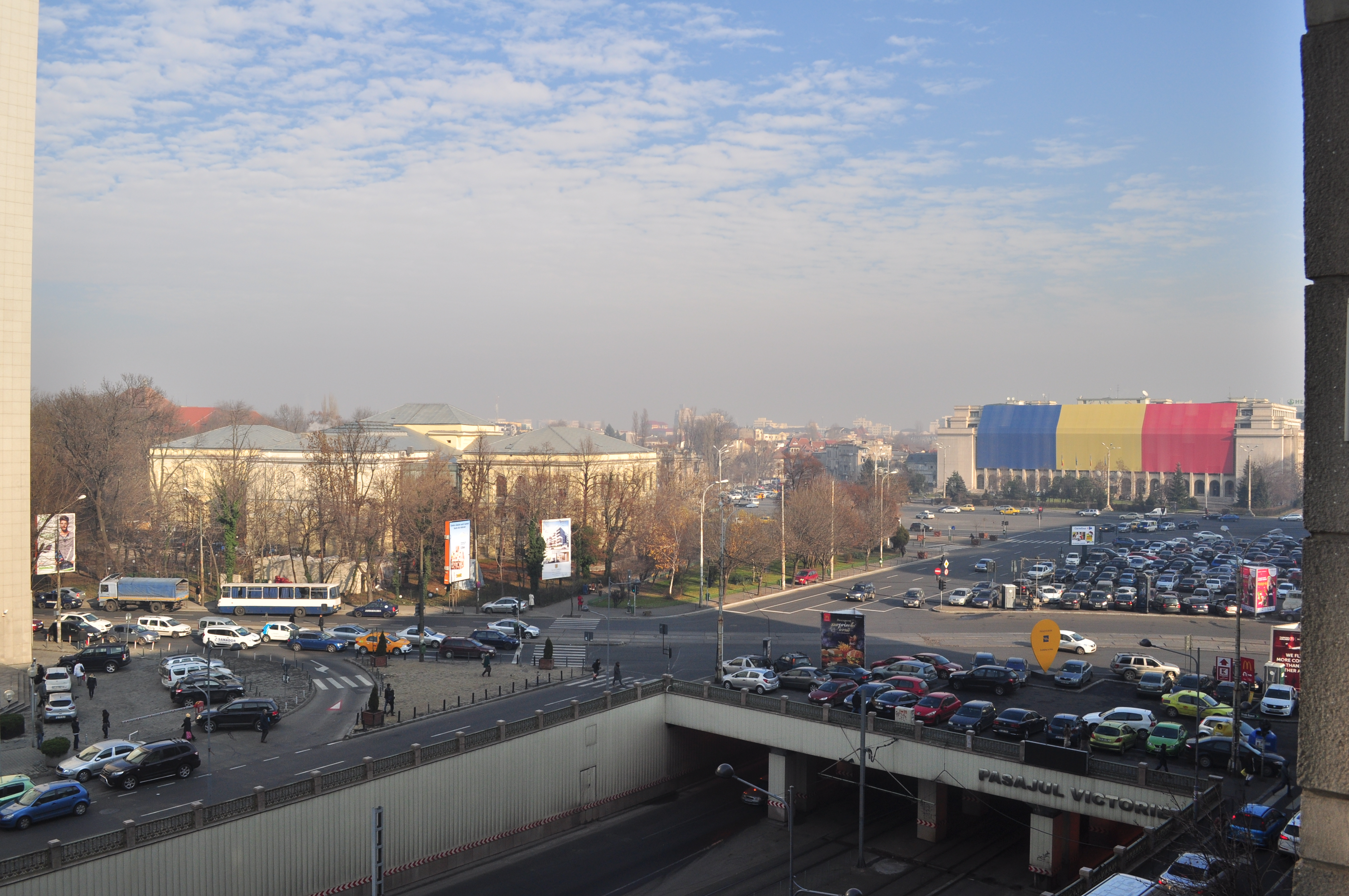
Vista generale, con il sottopassaggio
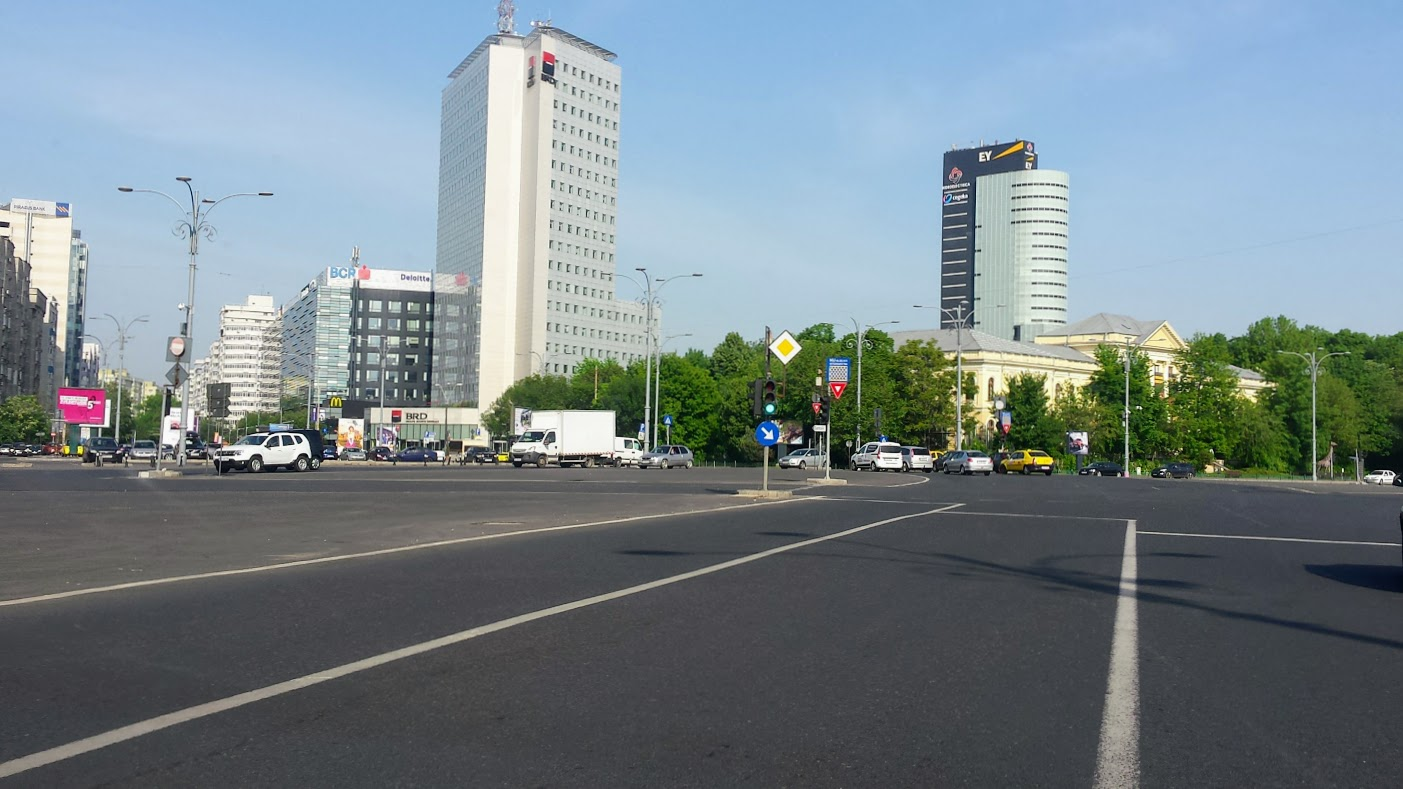